# Viticoltura in Montenegro
La viticoltura in Montenegro ha una tradizione antica con una storia ricca e una varietà di vitigni autoctoni che contribuiscono alla produzione di vini distintivi.

## Storia
Le prime tracce della viticoltura in Montenegro risalgono al periodo illirico con la coltivazione della vite nella valle del Lago di Scutari. Successivamente, durante l'epoca romana, la viticoltura si sviluppò ulteriormente come evidenziato da reperti archeologici come anfore e mosaici raffiguranti foglie di vite. Durante il Medioevo la produzione vinicola continuò, soprattutto intorno ai monasteri, con regolamentazioni presenti negli statuti cittadini di Budva e Cattaro. Nel XIX secolo, sotto il regno di Nicola I, furono intraprese iniziative per modernizzare la viticoltura tra cui l'apertura della prima scuola agraria a Danilovgrad nel 1875 e l'istituzione di vivai viticoli. Nel 1907 i vini montenegrini ottennero riconoscimenti internazionali come la Medaglia d'Oro alla London Wine Exhibition per il vino Vranac della regione di Crmnica.

## Clima
Il Montenegro gode di un clima mediterraneo lungo la costa e di un clima continentale nelle regioni interne. Questa diversità climatica, unita a terreni fertili e variazioni altimetriche, crea condizioni ideali per la coltivazione di diverse varietà di uva contribuendo alla complessità e alla varietà dei vini prodotti.

## Regioni vitivinicole

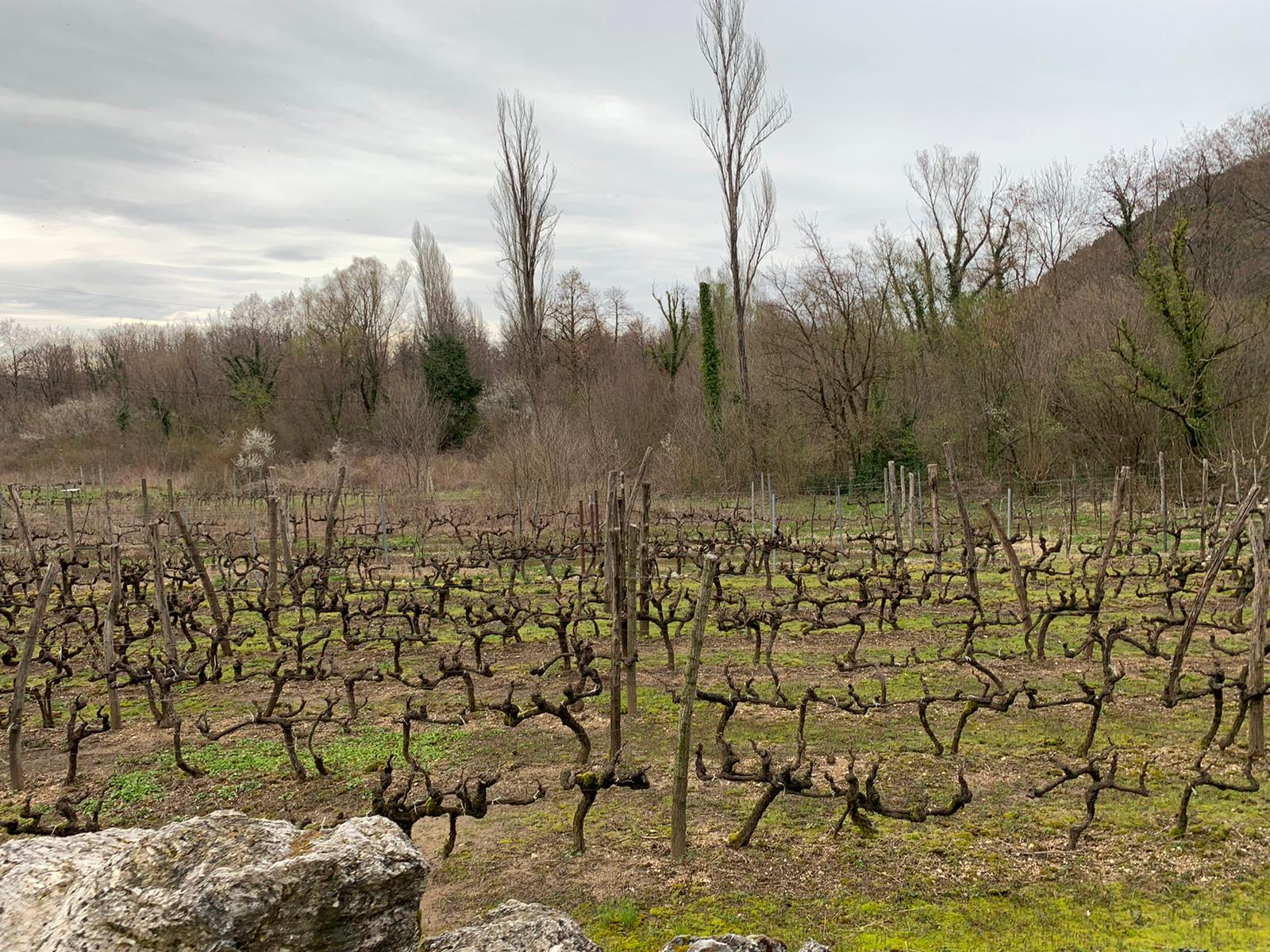
Vigneto nella valle del Lago di Scutari

Le principali regioni vitivinicole del Montenegro includono:
- Regione del Lago di Scutari, situata nel sud-est del paese, è nota per la produzione di vini rossi robusti in particolare da vitigni autoctoni come il Vranac.
- Regione di Podgorica, la capitale e le sue vicinanze ospitano numerosi vigneti con una produzione diversificata che include sia vini rossi che bianchi.
- Regione della costiera adriatica, dove le condizioni climatiche favoriscono la produzione di vini freschi e aromatici spesso da varietà internazionali.

## Vitigni
Il Montenegro vanta una varietà di vitigni autoctoni e internazionali. Tra i principali vitigni autoctoni si trovano:
- Vranac: Vitigno a bacca rossa che produce vini corposi, con elevato contenuto alcolico e note fruttate.
- Kratošija, conosciuto anche come Zinfandel o Primitivo in altre regioni, produce vini rossi di medio corpo con note speziate.
- Krstač, vitigno a bacca bianca che dà origine a vini freschi e aromatici con buona acidità.

## Vini
La produzione vinicola montenegrina è dominata dai vini rossi in particolare quelli ottenuti da Vranac e Kratošija. I vini Vranac presentano un contenuto alcolico medio del 14%, un estratto totale di 28 g/l, acidità totale di 5,2 g/l e un pH di 3,50, caratteristiche tipiche di questo vino. I vini bianchi, come il Krstač, hanno un contenuto alcolico medio del 13,6%, un estratto totale di 22 g/l, acidità totale di 5,9 g/l e un pH di 3,29.

## Normative
Il Montenegro ha implementato normative per garantire la qualità e l'autenticità dei suoi vini. Tra queste, la protezione dell'origine geografica e la certificazione dei vitigni autoctoni sono fondamentali per preservare la tradizione vitivinicola del paese e promuovere i suoi prodotti sui mercati internazionali.